# 倫敦碼頭區

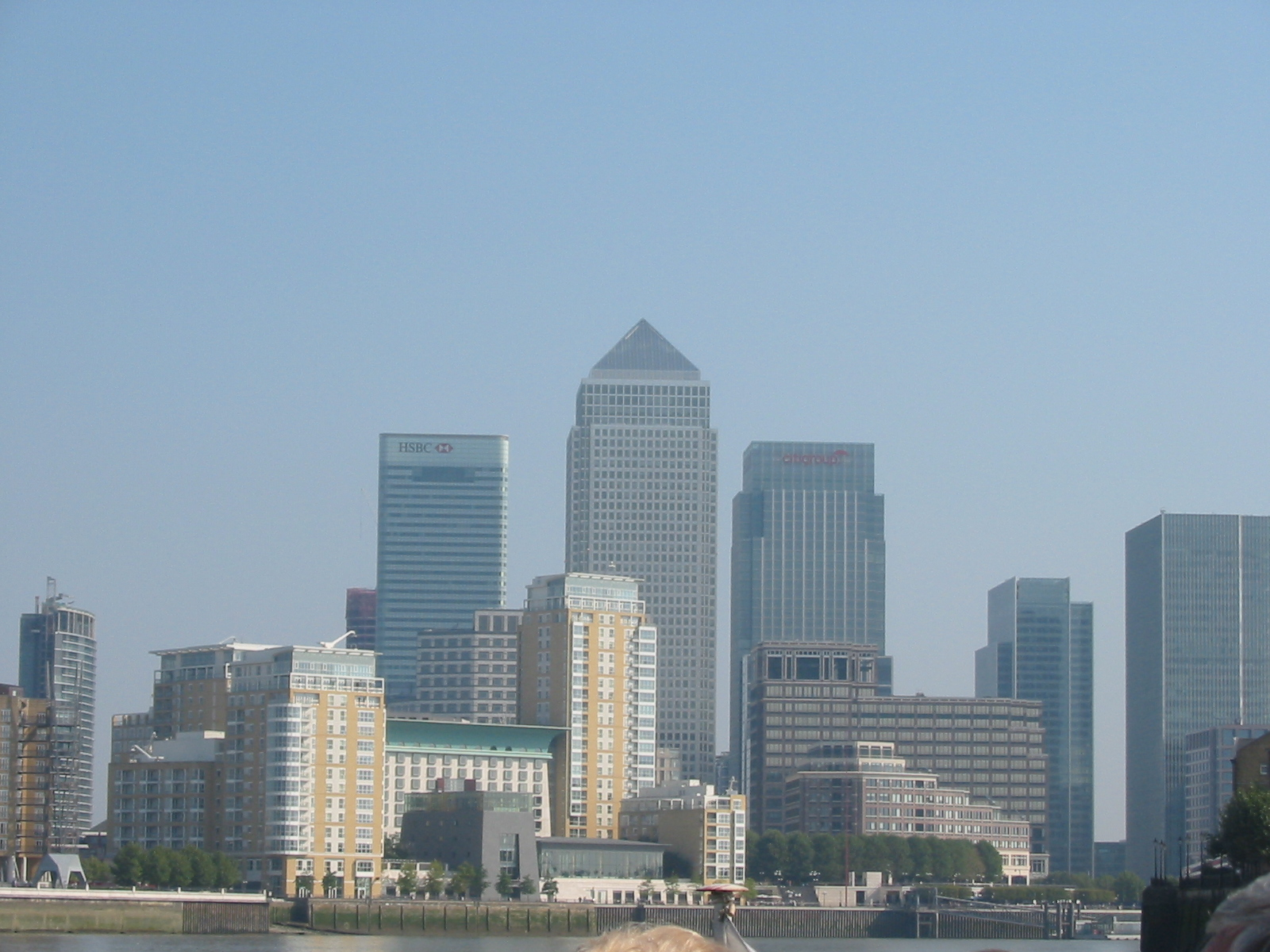
金絲雀碼頭

倫敦碼頭區（London Docklands）是位於英國倫敦東部，泰晤士河沿岸的水濱再開發地區的名稱。橫跨了南華克區、陶爾哈姆萊茨區、紐漢區。目前主要開發為商業區和住宅區。
倫敦碼頭區是曾為世界最大港口倫敦港的作業區。第二次世界大戰後，隨著船舶的大型化和集裝箱化等物流革命的進行，倫敦碼頭區日益蕭條。倫敦碼頭區這一名稱是在1971年英國政府的再開發計劃的報告書中首次使用的。

## 範圍

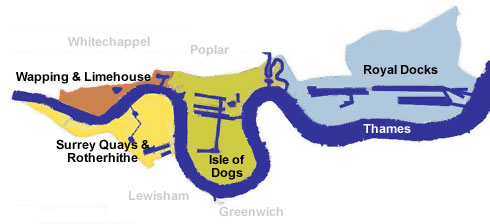
倫敦碼頭區的範圍

倫敦碼頭區的範圍包括了泰晤士河沿岸的數個港灣、造船廠、倉庫。自西（上流，市中心）向東是：
- 聖凱瑟琳船塢（1828年）泰晤士河北岸、倫敦塔附近
- 倫敦船塢（1805年）泰晤士河北岸
- 攝政運河船塢（1820年）泰晤士河北岸、現萊姆豪斯
- 薩里船塢（1807年）泰晤士河南岸
- 西印度及米爾沃爾船塢（西印度1802年～1829年、米爾沃爾1868年）泰晤士北岸、船塢島
- 東印度船塢（1805年）泰晤士河北岸
- 皇家船塢（1855年、1880年、1921年）泰晤士河北岸的大片地區

自此以下的蒂爾伯里等船塢并不是倫敦碼頭區的範圍。

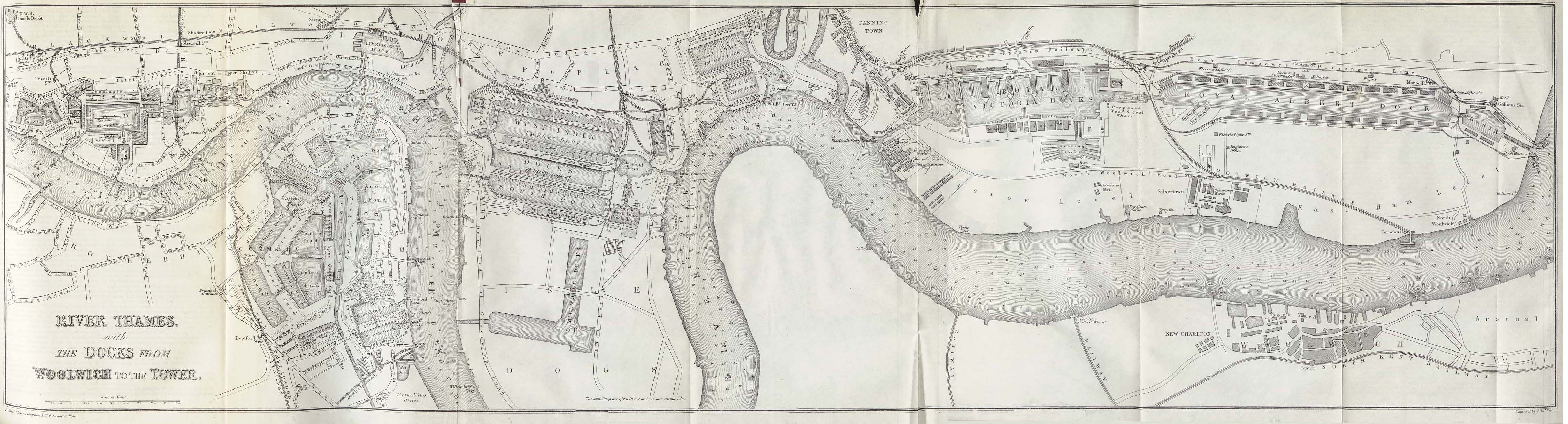
1882年時倫敦碼頭區的全圖

## 歷史

### 倫敦港灣的歷史

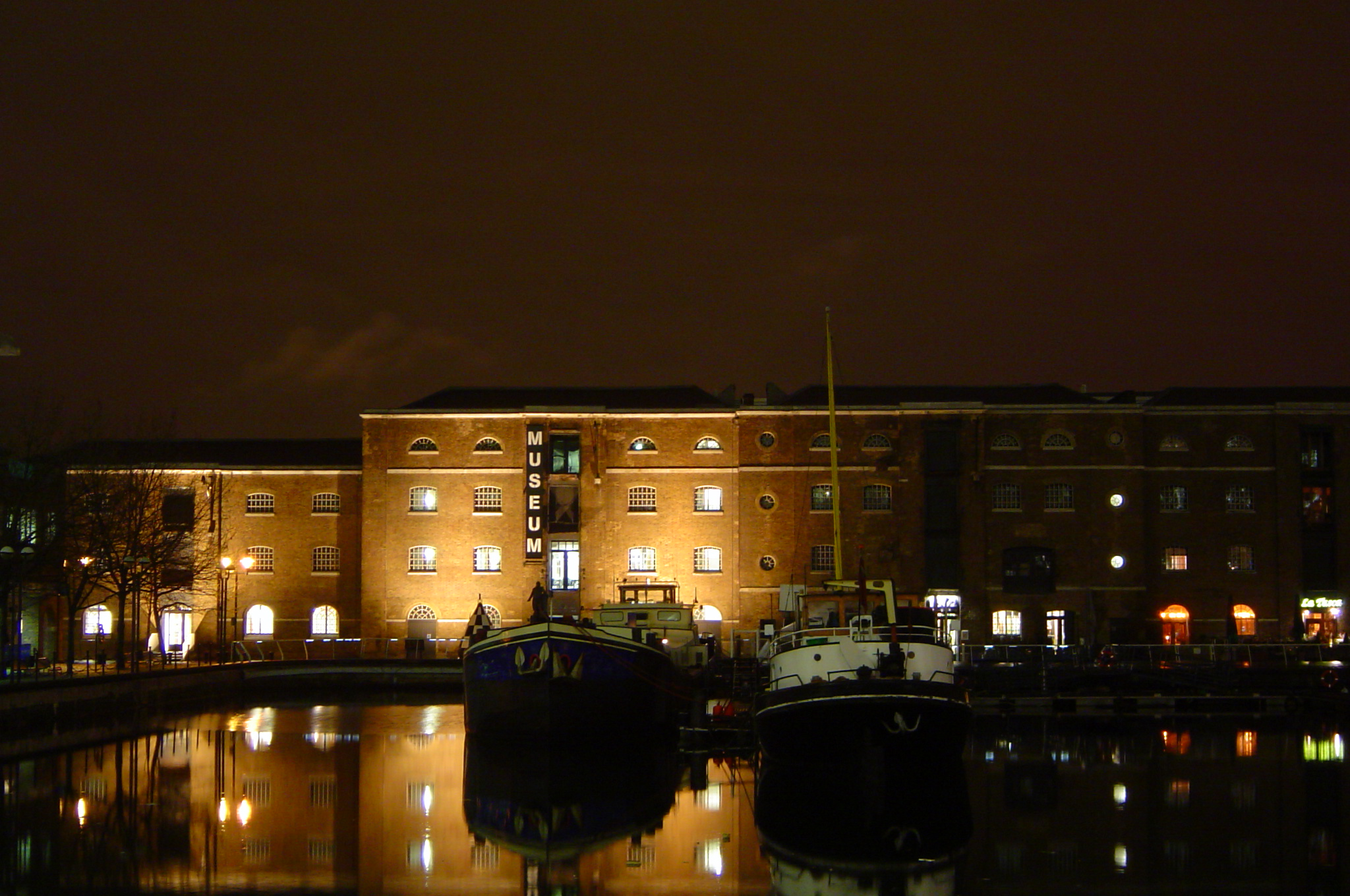
倫敦碼頭區博物館

從羅馬時代開始直至中世紀，倫敦的碼頭位於倫敦市和其對岸的南華克（南岸）之間的泰晤士河岸和倫敦池，然而由於并沒有保護裝卸時搬運的貨物以及船內貨物的設施，因而經常成為盗賊的目標。在倫敦池工作的搬運工獲得了倫敦城所賜予的特權，允許從事稱重和搬運等工作，然而他們收取的費用很高且腐敗橫行，因而船主逐漸開始尋找其他停泊處。此外，在17世紀之後，隨著船隻數量劇增，港口空間日益狹小。因此，船主開始在倫敦以外的泰晤士河河口或其他地區的港灣裝卸貨物。
1696年，在泰晤士河南岸的南華克東側（下流側）的半島洛特希，洛特希的地主貝德福德公爵威廉·拉塞爾等人建設了「大豪蘭船塢」（之後擴大為薩里船塢）。這個船塢是個巨大的長方形人工河，可容納120艘大型船隻停泊。並且沒有設置搬運工的道路及倉庫，也沒有圍繞港口的牆壁。由於這片港口是倫敦城外的私有地，搬運工并不能在這裡行使特權，加之貨物和船舶的安全問題也得到了改善，很快就城外倫敦最重要的港灣，也是後來船塢的雛形。1802年，以西印度船塢為開始，進入19世紀后，在倫敦塔東側的瓦平和其前方的船塢島上，眾多公司都接連建設了大型船塢，倫敦港成為集散歐洲及大英帝國各地貨物的世界第一的港口。
船塢有多個種類，濕船塢在人工河的人口處設有閘門，周圍是倉庫和防護牆，船舶在進入之後停泊并可裝卸貨物。乾船塢的規模較小，船舶在進入之後人工河內的河水被抽空，是爲了修理船舶而建造的。在泰晤士沿岸還有相同構造的造船廠。在泰晤士河沿岸還有眾多倉庫和碼頭。很多船塢還按照砂糖、穀物、木材等貨物的特點，設計出為這些貨物量身打造的搬運設施。許多貨物在碼頭被裝載到舢板上并經由運河或者鐵路被送到英國各地。
碼頭區聚集有負責將貨物在船舶和舢板之間來回運送的駁船船員（Lightermen）和將貨物從舢板及船舶搬運至地面的碼頭工人等眾多港口勞働者。雖然有些熟練勞動者自己創有公司或工會，但大多數都是打短工的非熟練勞働者，每天早上聚集在酒吧，等待工頭發表招工的消息。雖然能夠找到工作，然而即使前往酒吧有時也不知道能拿到多少工錢，可說是一種賭博。這種勞動形態一直持續到二戰之後。
碼頭區附近在過去都是無人的濕地，不適合進行農業。在碼頭發展之後開始迅速出現了面向勞動者的酒吧和集體住宅，然而其通往市內的道路只有數條，形成了被隔絶且貧困（但很團結）的社區。這些地區既是黑社會等犯罪的溫床，也有過團結對政府展開抗議行動的經歷。
1909年，各家經營船塢的民間企業爲了提高物流的效率和改善勞動問題，統合為「倫敦港務局」。在倫敦港務局的治理下，碼頭區擴展至皇家船塢的喬治五世船塢，並且到下流的蒂爾伯里位置建設了眾多船塢和內陸港口。
二戰時期不列顛戰役的倫敦大空襲中，船塢群受到了集中攻撃，被大規模破壞。復興的工作持續到1950年代，碼頭區又再次成為繁華的港口，然而其蕭條也突然到來。隨著集裝箱掀起的海上運輸和陸上運輸的物流革命，船舶公司將停靠地從無法裝卸集裝箱的碼頭區轉移到成功實現集裝箱化的蒂爾伯里，甚至是面向外海且水深較深的費利克斯托。1960年代到1980年代期間，所有的船塢都停止了營業，在倫敦市中心誕生了面積達21平方公里的廢墟。倫敦東區的失業問題嚴重，并隨之衍生出諸多問題。

### 碼頭區再開發
隨著船塢的關閉，其的再開發也成為緊迫的問題，但光是制定計劃就花了十年，而付諸實施又花了十年。開發船塢的工作從1970年代就開始了，然而這個問題關係到這些地區的地主大倫敦市議會、倫敦港務局、電力、瓦斯、鐵道、5個區政府，問題相當複雜。

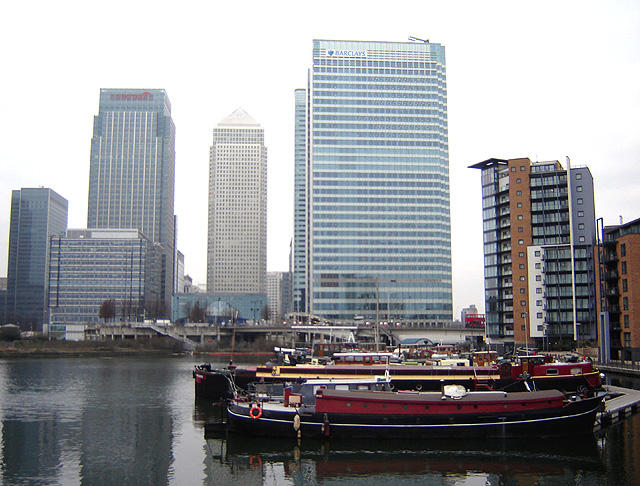
金絲雀碼頭的高層建築區和曾是船塢的水面。當時這裡有很多沒有建築的空地

1981年，英國環境部設立了倫敦碼頭區再開發公司（London Docklands Development Corporation、LDDC）。這家公司由政府組建，擁有獲得碼頭區土地和整地等強大權力。另外一項重要的政策是1982年決定的企業區政策（enterprise zone），其提供在碼頭區內進行的商務活動可免除不動產稅等眾多簡化土地開發的誘因。因此，碼頭區的開發計劃吸引了眾多企業參加，掀起了熱潮。LDDC的政策偏向大企業和其職工，以開發高檔商務中心為主，引發了其輕視廉價住宅的開發等批評。雖然碼頭區的居民認為開發計劃無視他們的需求并曾表達不滿，然而LDDC的開發（雖然有很多爭論）給碼頭區帶來了大膽的變化。1998年，碼頭區的管理重新回到各區政府，LDDC的活動結束。

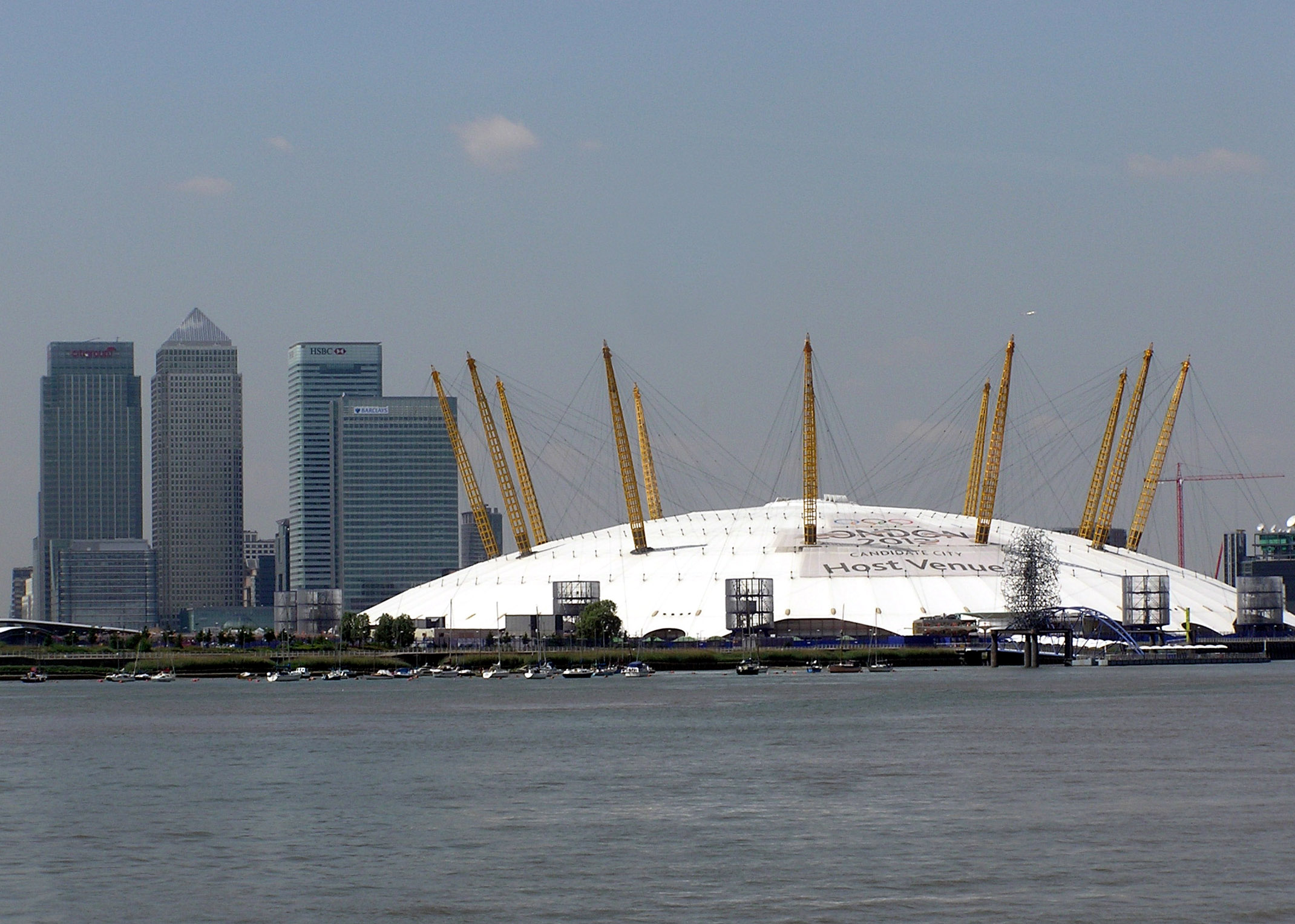
金絲雀碼頭和千禧巨蛋

1980年代到1990年代LDDC實施了大型開發計劃使得碼頭區的大部份地區轉換為住宅、商務、商業、輕工業的複合體。其最明顯的象徵是位於船塢島中心的英國最大的摩天大樓群和代表倫敦新金融街已然形成，充滿野心的金絲雀碼頭計劃。然而，附近的喜朗船塢只是開發為低密度的商務區。即使在金絲雀碼頭，也有萊姆豪斯地區等雖然開發有進展，卻未能像金絲雀碼頭計劃一樣確定具體藍圖的地區。金絲雀碼頭被捲入1990年代初期的不動產蕭條中，在竣工當時乏人承租，也有不少地方未建大樓仍是空地的狀態，對LDDC來說可謂是困擾不斷，也使得開發延遲數年。對不動產業者來說，其有不少不動產既無法出租也無法販賣，淪為負擔。摩天大樓「加拿大第一廣場」的建設者，對金絲雀碼頭再開發十分積極的加拿大的大型商務樓開發企業奧林匹亞&約克公司（Olympia and York）在1992年破產。
由於碼頭區長期以來交通不便，LDDC在碼頭區和倫敦市之間修建了無人駕駛的旅客捷運系統碼頭區輕便鐵路（Docklands Light Railway、DLR）。這條鐵路建設費用較低，且利用了廢線留下的鐵軌，其一期工程僅耗資7700萬英鎊（LDDC當時曾要求建設地鐵新線，但政府拒絕出資）。LDDC還建設了連接船塢島和A13號高速公路的道路，萊姆豪斯隧道採用明挖回填式方法修築，然而這條道路平均每公里耗資1億5000萬英鎊，堪稱史上建設費最高的道路。LDDC還在1987年于皇家船塢建設了主要服務商務噴射機等小型機的倫敦城市機場。

### 今日碼頭區
在過去20年間，碼頭區的人口是過去的二倍以上，成為了交通方便的大商務區兼住宅區。交通網明顯改善，1999年地鐵朱比利線延伸至船塢島，從西敏站出發只需六站就可到達金絲雀碼頭，在斯特拉福德站和東郊的中央線連接。另外碼頭區輕便鐵路也向東延伸至貝克頓。2005年12月，還修建了經由倫敦城市機場延伸至喬治五世船塢的支線。另外還向南縱貫船塢島管過泰晤士河，延伸至格林尼治、劉易舍姆。金絲雀碼頭成為歐洲最大的摩天大樓群，甚至可以威脅倫敦市的金融街地位。佔據碼頭區東半部的皇家船塢也改建為倫敦展覽中心。還修建了四季酒店、希爾頓酒店、萬豪國際等國際級酒店。

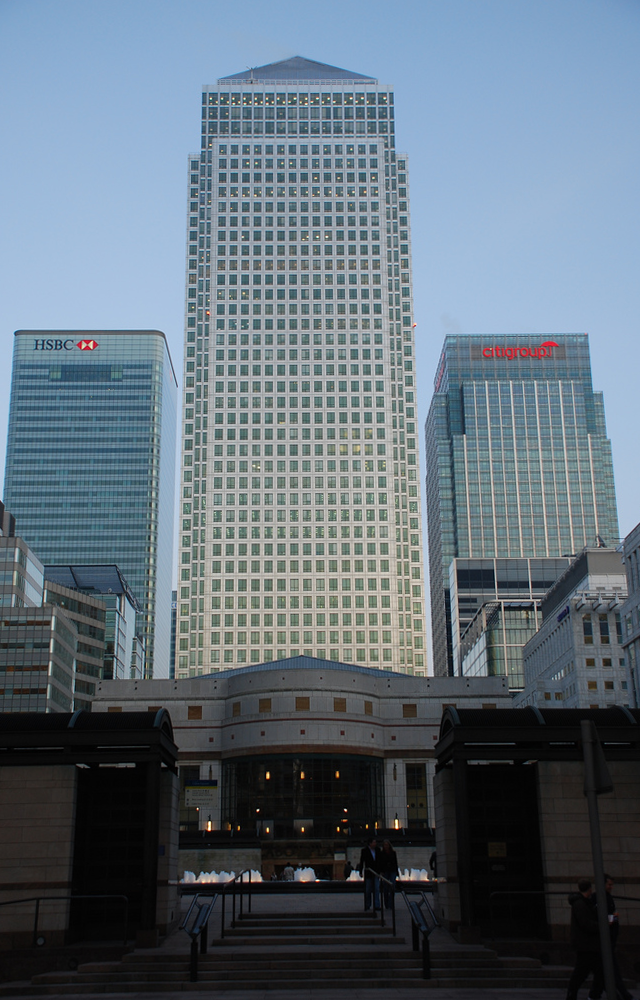
摩天大樓區金絲雀碼頭的加拿大第一廣場

碼頭區大部份陳舊的倉庫和碼頭都被拆除，有數個倉庫為改建為住宅。船塢的溝渠和水面幾乎都得到了保留，主要作為遊艇及水上體育中心來使用（例外的是，曾有無數船塢的薩里船塢大部份都被填埋）。雖然有時還有大船會停靠在古老的船塢，貨物運輸都已轉移到蒂爾伯里和費利克斯托。
碼頭區的重生對一度荒廢的城市也帶來了影響。例如，格林尼治和德普特福德因交通網的發達而成為通勤極其方便的地區，進行了大規模的再開發。
然而，碼頭區的再開發也有帶來損失的一面。大規模的不動產熱潮帶來房價的上昇，搬入碼頭區的居民和因房價上升而被迫離開的傳統社區之間產生了嚴重的摩擦。另外，碼頭區還成為在英國各地都能見到的鮮明對比景象 －為中堅人士而建造的高級公寓就建在荒廢的公營住宅的隔壁的最具衝擊的事例（都市的士紳化現象）。
碼頭區有象徵「柴契爾政權下的英國」的地位，因此也成為恐怖襲擊的目標。臨時愛爾蘭共和軍曾計劃在金絲雀碼頭地區發動恐怖襲擊，以失敗告終，但其在1996年2月10日于南船塢站發動的大規模炸彈恐怖襲擊則導致2人死亡、40人負傷、三棟大樓嚴重受損，附近地區損失達1億5000萬英鎊。這起事件結束了英國和臨時愛爾蘭共和軍的停火。 
2009年1月，碼頭區有了自己的交響樂團碼頭區交響樂團。
許多企業都將他們的總部設在了碼頭區。獨立報集團的總部也搬遷到了碼頭區。2008年，獨立新聞媒體集團宣佈獨立報的總部將從肯辛頓搬遷至碼頭區。

### 未來的碼頭區

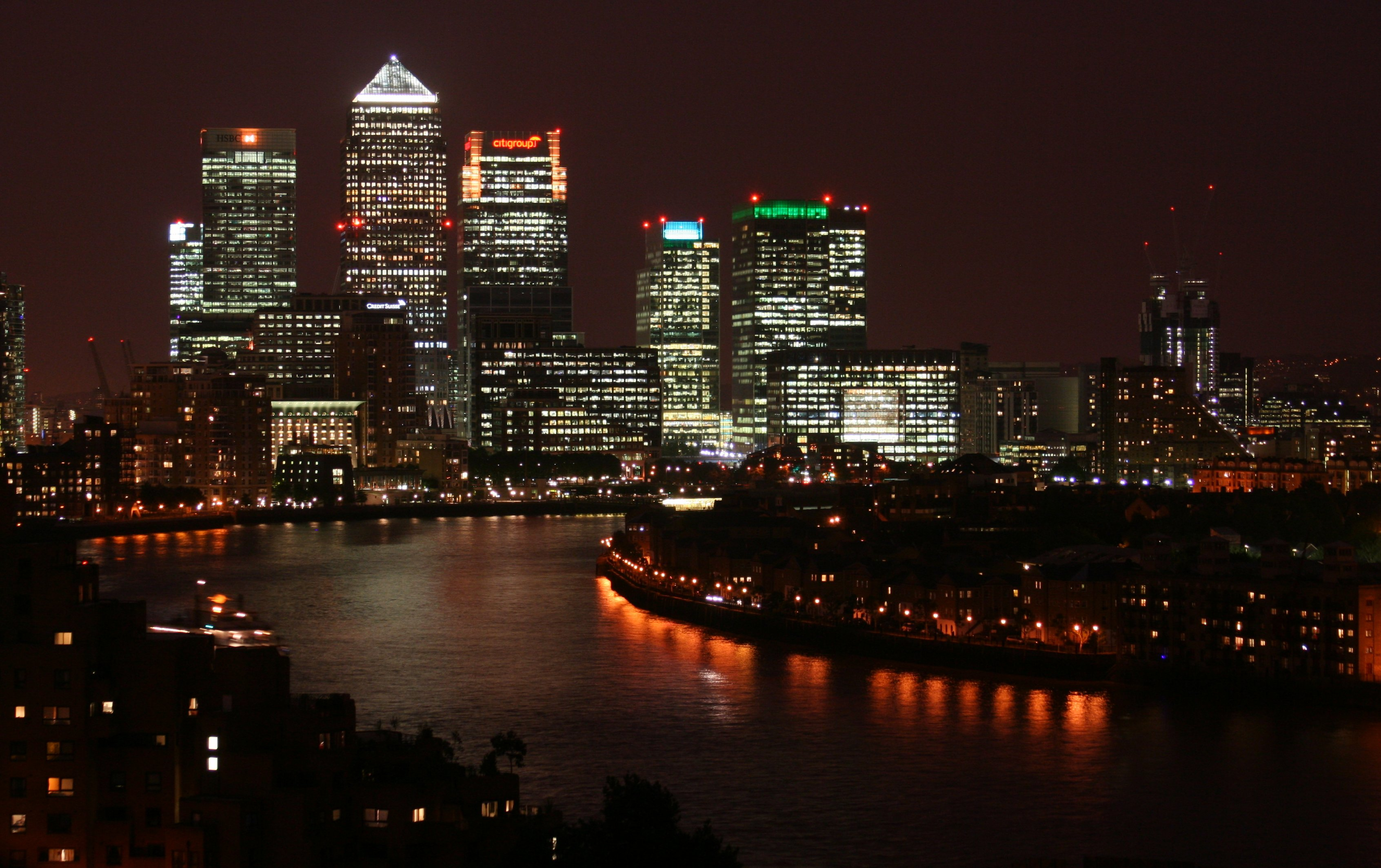
金絲雀碼頭夜景

碼頭區的再開發仍在繼續，並且已有不少開發計劃。
- 碼頭區輕便鐵路在2005年12月延伸至倫敦城市機場。并計劃繼續延伸至達格南。
- 計劃將在地下橫貫倫敦東西的倫敦橫貫鐵路主線從倫敦市中心延伸至金絲雀碼頭、肯特郡北部。
- 擴大倫敦城市機場。
- 繼續開發泰晤士河南岸，位於舊薩里船塢的Canada Water。
- 開發金絲雀碼頭東部的人工河，布萊克威爾船塢和木材碼頭。
- 繼續開發皇家船塢。
- 在金絲雀碼頭修建新的摩天大樓，包括Riverside South大樓、西喜朗船塢雙子樓計劃（Heron Quays West）和北船塢計劃（North Quay project）[12]，計劃修建三座大樓。

預計在21世紀初期，再開發將延伸至東倫敦以外的郊區地區，到達泰晤士河下游的肯特郡和埃塞克斯郡。也就是利亞山谷開發計劃和泰晤士河口計劃。

## 外部連結
- History of Docklands redevelopment
- London East Research Institute （页面存档备份，存于）
- Michael Pead :: Photos of the Docklands
- Royal Docks Trust (London) （页面存档备份，存于）
- West Silvertown Online（页面存档备份，存于）
- Young Foundation

51°30′18″N 0°01′05″W / 51.50500°N 0.01806°W